# Michel Qissi
Michel Qissi, pseudonimo di Mohammed Qissi (Oujda, 12 settembre 1962), è un attore e artista marziale marocchino naturalizzato belga.

## Biografia
All'età di sette anni, trasferitosi in Belgio, inizia ad allenarsi nel pugilato in uno scantinato di Bruxelles, proprio sotto una palestra di karate shotokan dove, fra gli studenti, c'è un ragazzo di nove anni che diviene presto suo amico: il giovane Jean-Claude Van Damme. I due si allenano insieme: Van Damme con i piedi, Qissi con i pugni, scambiandosi consigli. Il loro sogno comune è quello di entrare nel mondo del cinema.
Nel 1982 i due partono alla volta di Hollywood, contro l'opinione di familiari ed amici. Una volta arrivati, però, i vari colloqui con i produttori deludono le attese, e tutte le speranze risultano vane.
Solo Tyron Polk, un responsabile del cast conosciuto in un festival, dà loro la possibilità di apparire in un film, Breakdance (Breakin, 1984), dove compaiono per pochi secondi confusi fra la gente. Con quello che guadagnano comprano un'auto usata che serve loro da casa.
Mentre si arrangiano con vari mestieri, continuano a contattare i produttori cinematografici. Nel 1986 ottengono da Menahem Golan, il proprietario della Cannon Pictures, un contratto per tre film. Golan è uno specialista dei film di serie B, e riconosce nei due atleti delle qualità promettenti.
Il primo film è Senza esclusione di colpi (1988), dove però il ruolo da protagonista tocca a Van Damme, mentre a Qissi è riservata una piccola parte. Finito il film, però, i produttori non vogliono distribuirlo perché convinti che non riscuoterà successo. Così tocca ai due attori promuoverlo personalmente. Il film sarà un successo fra gli amanti del genere.
Aumentano le richieste per Van Damme, mentre Qissi si limita a fare da allenatore per l'amico in Aquila nera  (1988) e Cyborg (1989).
Il secondo film con la Cannon è Kickboxer - Il nuovo guerriero (1989), dove il protagonista è sempre Van Damme, mentre Qissi interpreta il suo ruolo più famoso, quello del lottatore di muay thai Tong Po, l'antagonista, che tornerà ad interpretare nel 1990 in Kickboxer 2.
Lionheart - Scommessa vincente (1990) è l'ultimo film che gira insieme all'amico Van Damme dove, oltre ad avere un piccolo ruolo, è anche coreografo dei combattimenti.
Nei seguenti film Qissi riesce a separarsi dall'ormai famoso amico, ed organizzare le scene di combattimento, supervisionare il cast, e crearsi un proprio spazio nel genere marziale.
Nel 1993 riesce finalmente a dirigere personalmente un film: Eliminator Woman (1993), scritto dalla parente Jeanette Francesca Qissi. La pellicola sfodera tutti i dettami classici del genere, ma non raggiunge la fama dei film di Van Damme.

## Vita privata
Insieme al Maestro Beom Jhoo Lee, suo vecchio amico e maestro, Qissi ha creato la World Cinema Combat Federation (WCCF), un'associazione che allena chi vuole lavorare nel cinema di arti marziali, e tiene lezioni in molti paesi europei.
Michel ha due fratelli anch'essi attori, Youssef Qissi ed Abdel Qissi. Quest'ultimo ha recitato diverse volte insieme a Van Damme.

## Filmografia
- Breakdance (Breakin), regia di Joel Silberg – non accreditato (1984)
- Senza esclusione di colpi (Bloodsport), regia di Newt Arnold (1988)
- Kickboxer - Il nuovo guerriero (Kickboxer), regia di Mark DiSalle – accreditato come Tong Po (1989)
- Lionheart - Scommessa vincente (Lionheart), regia di Sheldon Lettich (1990)
- Kickboxer 2 - Vendetta per un angelo (Kickboxer 2: The Road Back), regia di Albert Pyun (1991)
- Bloodmatch: l'ultima sfida (Bloodmatch), regia di Albert Pyun (1991)
- Fino alla morte (To the Death), regia di Darrell Roodt (1993)
- Un testimone da proteggere (Eliminator Woman), regia di Michel Qissi (1993)
- Extreme Force, regia di Michel Qissi (2001)
- Final Assault (The Falkland Man), regia di Paul Schultz (2001)
- Un Marocain à Paris, regia di Saïd Naciri (2012)
- Kickboxer - La vendetta del guerriero (Kickboxer: Vengeance), regia di John Stockwell – non accreditato (2016)